# Valfabbrica
Valfabbrica je italská obec v provincii Perugia v oblasti Umbrie.
V roce 2012 zde žilo 3 453 obyvatel.

## Sousední obce
Assisi, Gualdo Tadino, Gubbio, Nocera Umbra, Perugia

## Vývoj počtu obyvatel
Zdroj: 